# Зиґмунт Мінейко
Зиґмунт (Сиґізмунд) Станіславович Мінейко (пол. Zygmunt Mineyko, біл. Зыгмунт Мінейка, грец. Ζίγκμουντ Μινέικο; 1840, c. Балванішки, Ошмянський повіт, Віленська губернія, тепер с. Зелений Бор Ошмянського району Гродненської области — 27 грудня 1925, Атени, Греція; псевдо: Боровий (біл. Баравы)) — польський та грецький громадський діяч білоруського походження, очільник Січневого повстання 1863—1864 рр. в Ошмянському повіті.

## Життєпис
З 1852 до 1858 року Зиґмунт навчався в гімназії у Вільнюсі (у ті ж роки там навчався Францишек Богушевич), а по закінченні вступив до Миколаївської інженерної школи в Санкт-Петербурзі, проте 1861 року повернувся додому, де брав участь у польських демонстраціях та агітації серед селян. Серед іншого, Мінейко, переодягнувшись у селянське вбрання, поширював білоруський анонімний сатиричний твір «Розмова старого діда». Рятуючись від арешту, Зигмунт покинув Російську імперію і прибув до Генуї, де вступив до польської військової школи, заснованої Джузеппе Гарібальді. Пізніше Мінейко читав там лекції про військові укріплення.
1863 року — в загонах М. Лангевича. Повстанський військовий начальник Ошмянського повіту, командир загону. 3 (15) червня 1863 р. Загін був розбитий під Росолішками (нині в Ів'євському районі Гродненської области), а Мінейка схопили й засудили до смертної кари. Тільки через підкуп вдалося змінити вирок на 12 років каторжних робіт у Сибіру.
Один з керівників організації засланців. 1865 року Мінейко врятувався від каторжних робіт разом з Вашкевичем та доктором Акінчицем, а потім виїхав за кордон. Випускник Академії в Парижі (1868).
Мінейко прожив в Османській імперії 20 років. Бувши інженером, він брав участь у будівництві залізниць, мостів та каналів у Болгарії, Тракії, Тессалії та Епірі. З 1891 р. — у Греції; брав участь у війні з Туреччиною за Крит, був популяризатором Олімпійських ігор 1896 р. в Атенах, де писав репортажі в польських газетах.
Уперше він відвідав свою батьківщину після втечі з Сибіру 1911 року. У 1922 та 1923 роках він відвідав Польщу, де зустрівся з маршалом Пілсудським та отримав нагороди за участь у повстанні 1863 року.
Почесний громадянин Греції.
Масон; перебував у масонських ложах Російської імперії, Франції, Італії, Греції. На похорон Мінейка в Атенах прибули тисячі масонів.
Одружився з грекинею Прозерпіною Монарис, їхня донька — Софія, дружина Георгіоса Папандреу-старшого (1888—1968), відомого політика, та прем'єр-міністра грецького уряду в еміграції (1944—1945), а також з 1963 до 1965.
Син Георгіоса, Андреас Папандреу (1919—1996), був засновником ПАСОКу, прем'єр-міністром Греції з 1981 до 1989 та з 1993 до 1996. Праправнук Зиґмунта Мінейка — відомий грецький політик, лідер Усегрецького соціалістичного руху (ПАСОК), прем'єр-міністр Греції з 2009 до 2011, Георгіос Папандреу-молодший.

## Пам'ять
Ім'я Мінейка мають середня школа при посольстві Польщі в Атенах та вулиця в Ошмянах.
Зиґмут Мінейко згадується у романі Тадеуша Конвіцького «Польський комплекс» (1977).

## Твори
- Zygmunt Mineyko. Z tajgi pod Akropol: Wspomnienia z lat 1848—1868 / Oprac.: Eligiusz Kozłowski i Kazimierz Olszański. Przedm. i przypisy Eligiusz Kozłowski. — Warszawa : Pax, 1971. — 551 с.
- Зыгмунт Мінейка. З тайгі пад Акропаль: успаміны з 1848—1866 гадоў / пераклад, укладанне, прадмова, каментары Марыны Запартыкі. — Мінск : Лімарыус, 2017. — 568, [2] с. — (Беларуская мемуарная бібліятэка) — 300 прим. — ISBN 978-985-6968-65-8.